# Henrik Sonko
Henrik Gabriel Sonko (* 24. April 1978 als Henrik Gabriel Svensson in Horred) ist ein schwedischer Basketballtrainer und ehemaliger -spieler.

## Werdegang

### Spieler
Als Spieler war er Mitglied der Zweitligamannschaft Marbo. In Schwedens höchster Spielklasse trat der 1, 95 Meter große Flügelspieler mit M7 Borås und den Atomics Oskarshamn an. Er stand später im Aufgebot von Borås/Marbo. In der Saison 2006/07 gelang ihm mit der Mannschaft der Erstligaaufstieg.

### Trainer
2007 wurde er Trainer im Nachwuchs von Borås/Marbo und führte die U20-Mannschaft des Vereins in der Saison 2007/08 unter die besten vier Mannschaften Schwedens. Hernach war er als Assistenztrainer bei KFUM Nässjö tätig und übernahm dann das Traineramt beim Malbas Basketbollklubb in Malmö. Er führte die Mannschaft 2010 zum Aufstieg in die zweite und 2015 in die erste schwedische Liga. 2017 wechselte er innerhalb der Spielklasse zu Borås Basket (vormals Borås/Marbo).
2020 wurde er mit Borås schwedischer Meister. 2019, 2023, 2024 und 2025 schloss man jeweils als Zweiter ab. In den Spieljahren 2019/20 und 2022/23 stand er mit der Mannschaft am Ende der Hauptrunde an der Tabellenspitze. 2025 wurde er als Trainer des Jahres der schwedischen Liga ausgezeichnet. In der Sommerpause 2025 wechselte er erstmals ins Ausland, als er die Trainerstelle beim deutschen Zweitligisten Tigers Tübingen antrat.

### Sonstiges
Sein Familienname lautete zunächst Svensson. Bei der Hochzeit nahm er den Namen seiner Ehefrau an. Er studierte in Göteborg und Lund das Fach Soziologie.